# Polonnaruwa
Polonnaruwa (del cingalés: පොළොන්නරුව [Poḷonnaruva] ‘[ˈpoloˌnːaruʋə]’) (del tamil: பொலன்னறுவை [Polanaṟuvai] ‘[ˈpoləˌnarɯʋɛi̯]’) es una de las antiguas capitales de Sri Lanka. Fue la sede de los reyes cingaleses desde el siglo XI hasta el siglo XIII. Fue declarada como Patrimonio de la Humanidad por la Unesco en el año 1982.
Polonnaruva se extiende sobre 122 hectáreas y presenta numerosos monumentos bien conservados. En general, el estilo arquitectónico muestra influencia india. La mayor parte de los monumentos son religiosos, aunque se conservan también edificios civiles, como la cámara del consejo real. Se encuentra rodeado del embalse Prakrama Samudra, lago artificial construido por el rey Prarakamabahu en el siglo XII.

## Los Budas de Gal Vihara
Los Budas de Gal Vihara son cuatro grandes budas esculpidos en una pared rocosa. El primero y el segundo se presenta sentado, en meditación; el tercero en pie, con los brazos cruzados sobre el pecho, postura que representa la Iluminación; el cuarto, de quince metros de longitud, está acostado, en posición de haber llegado al Nirvana. Este último está considerado la estatua más perfecta y misteriosa de Sri Lanka.

## Galería

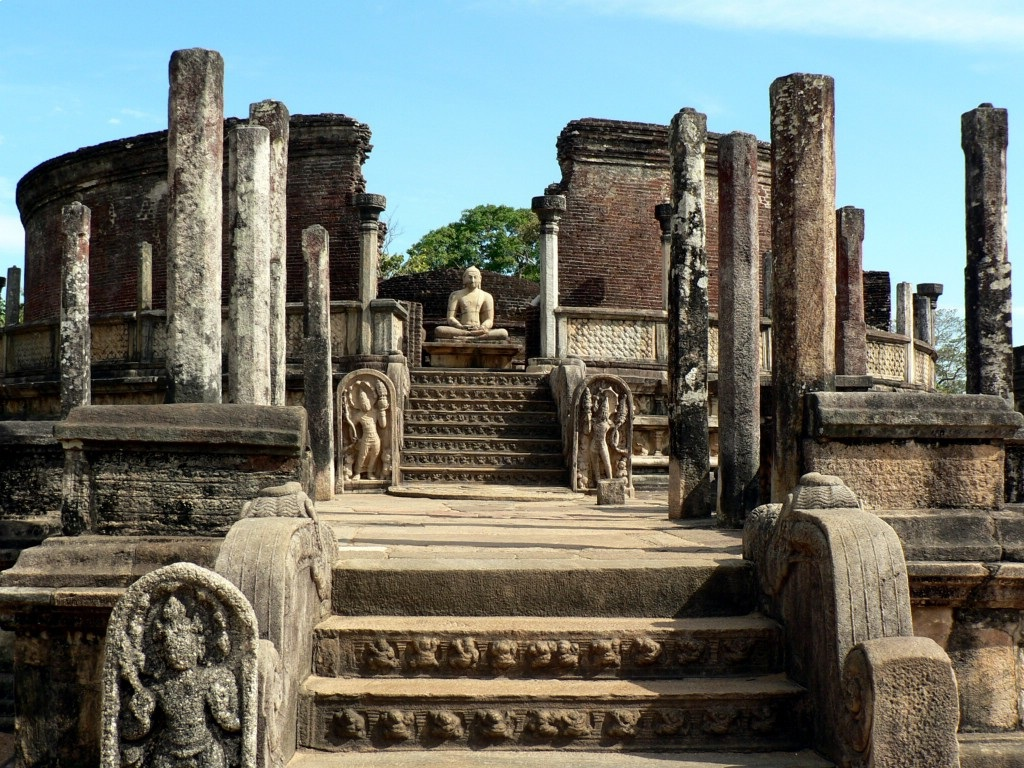
Polonnaruwa Vatadage. Construido durante el reinado de Parakramabahu I (1153 - 1186).
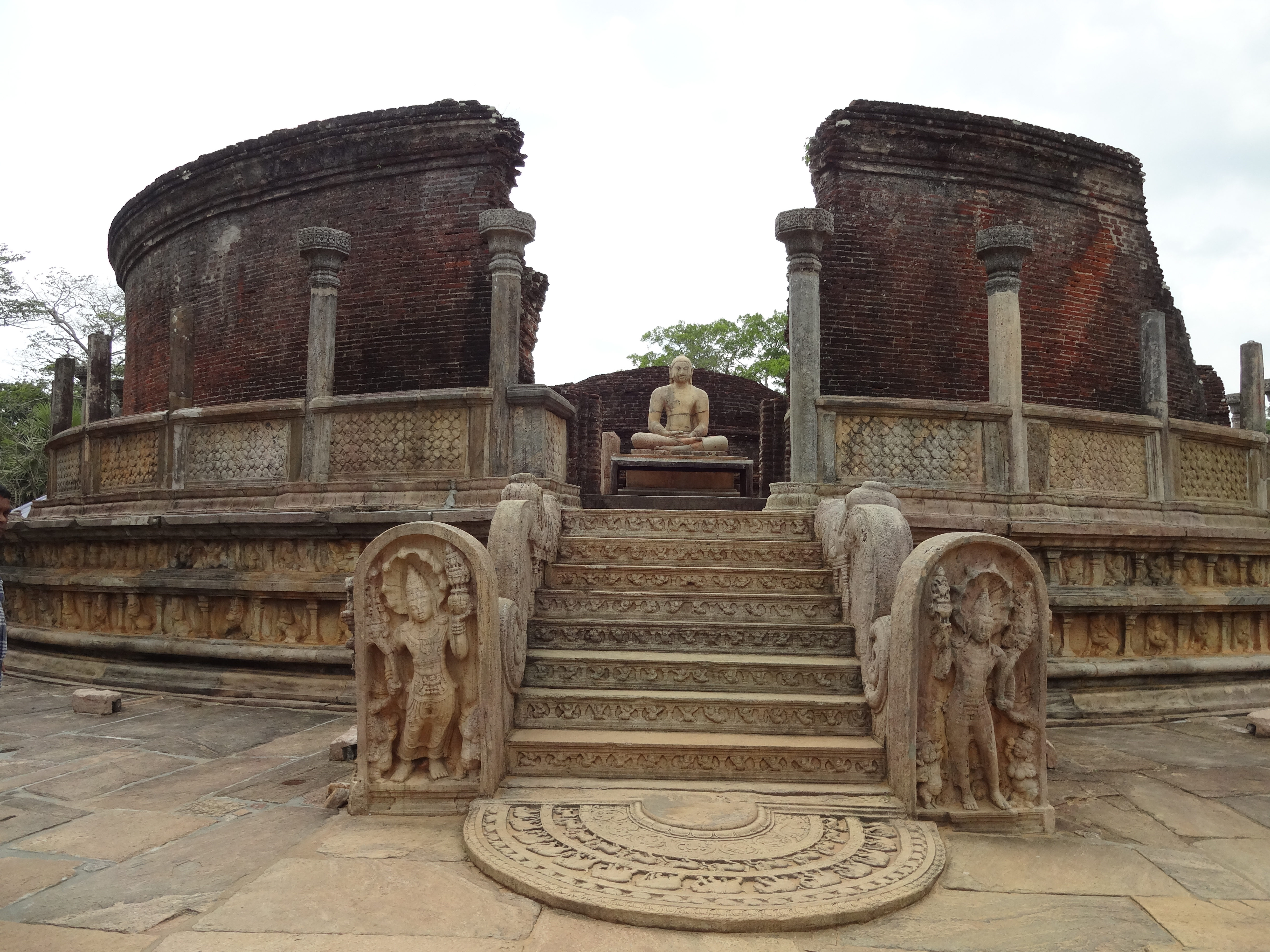
Polonnaruwa Vatadage.
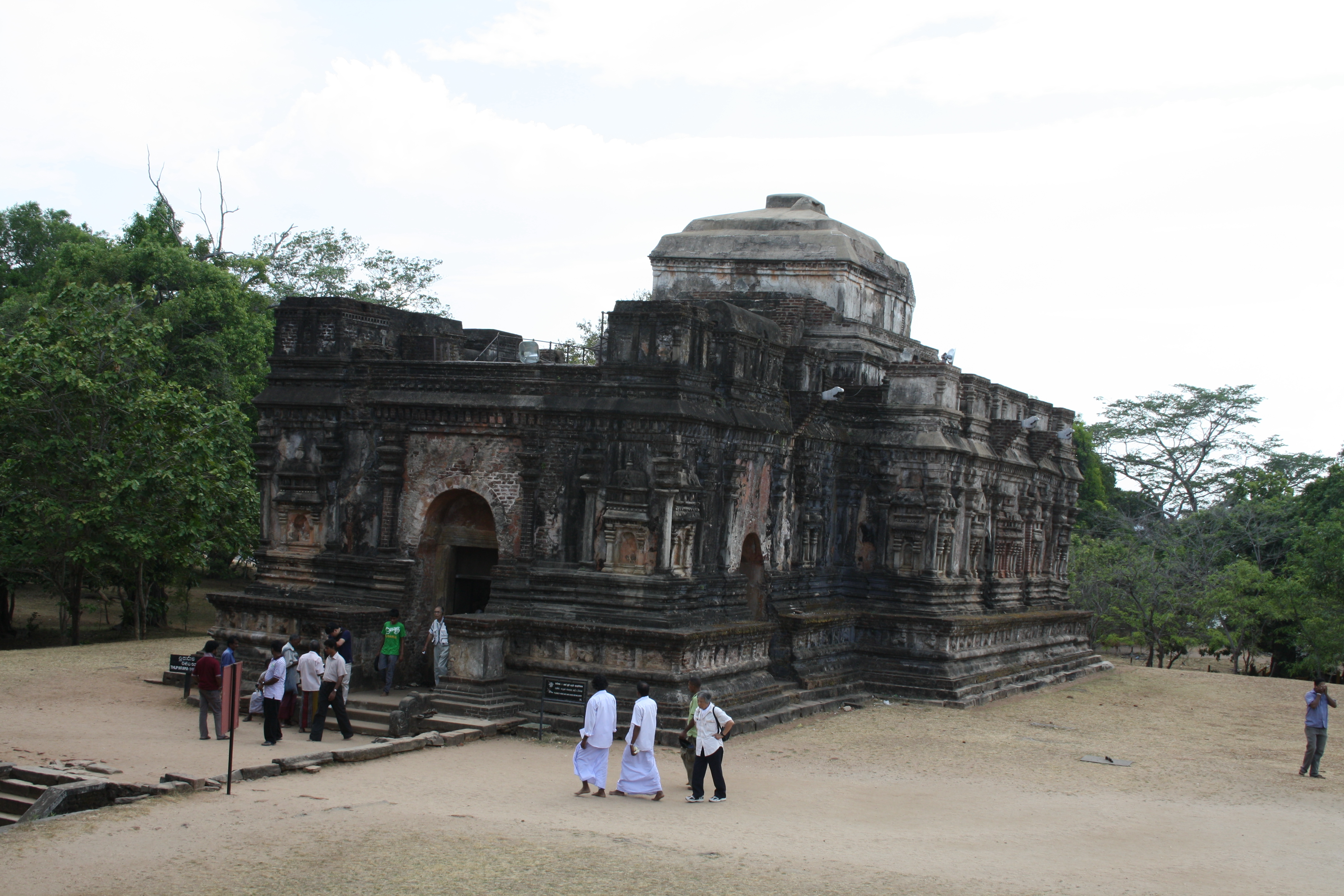
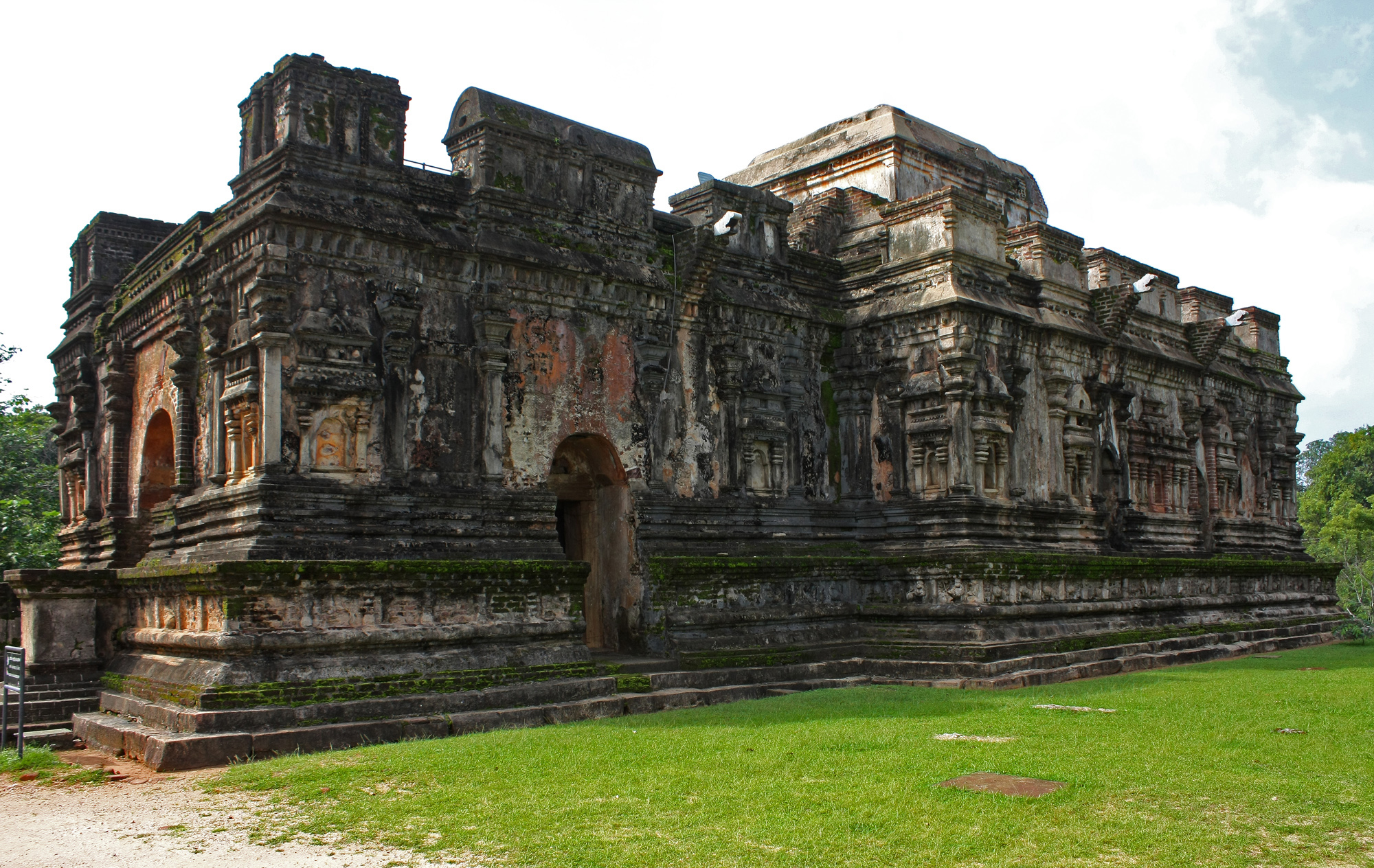
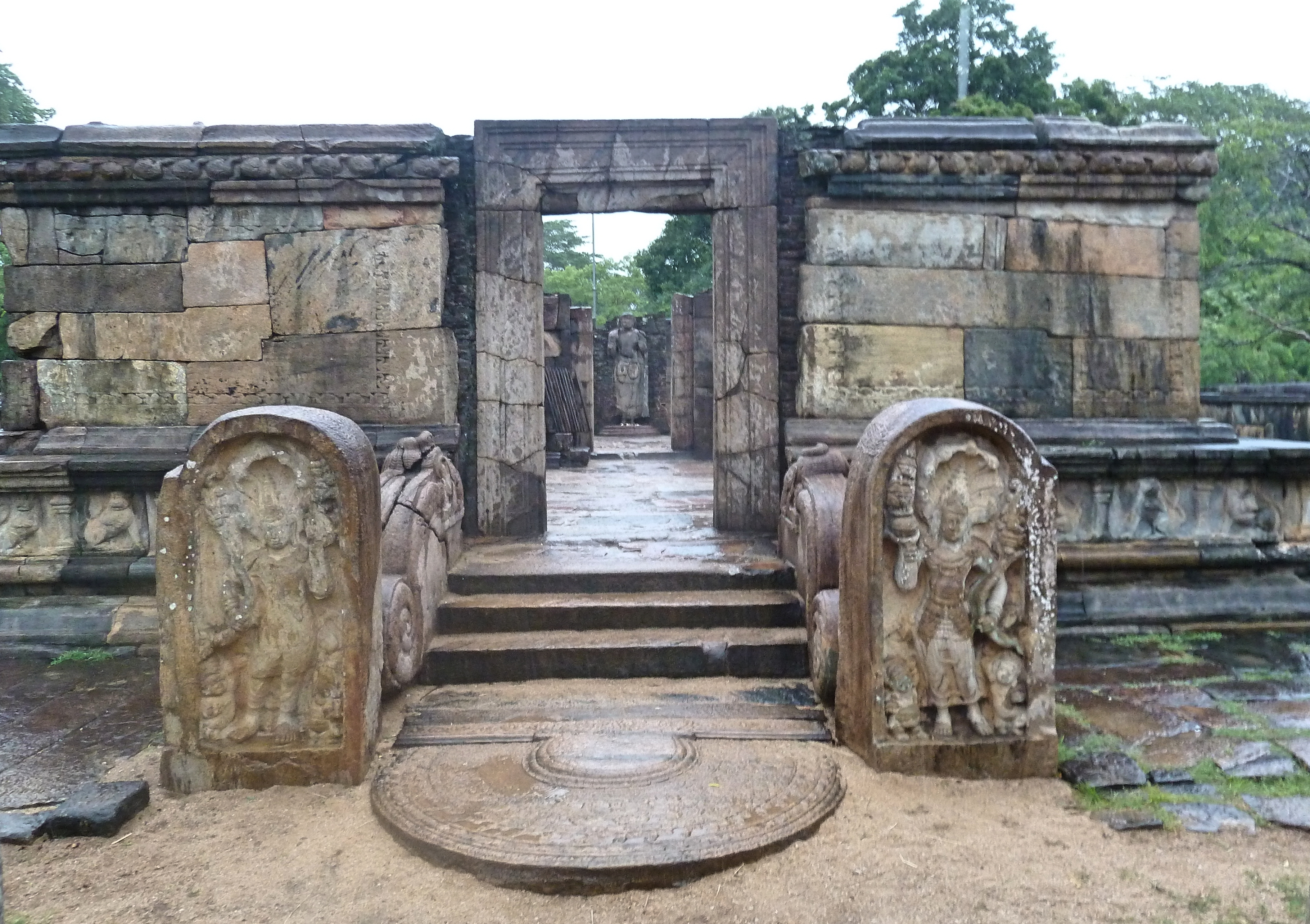
Hatadage. Construido durante el reinado de Nissanka Malla (1187–1196).
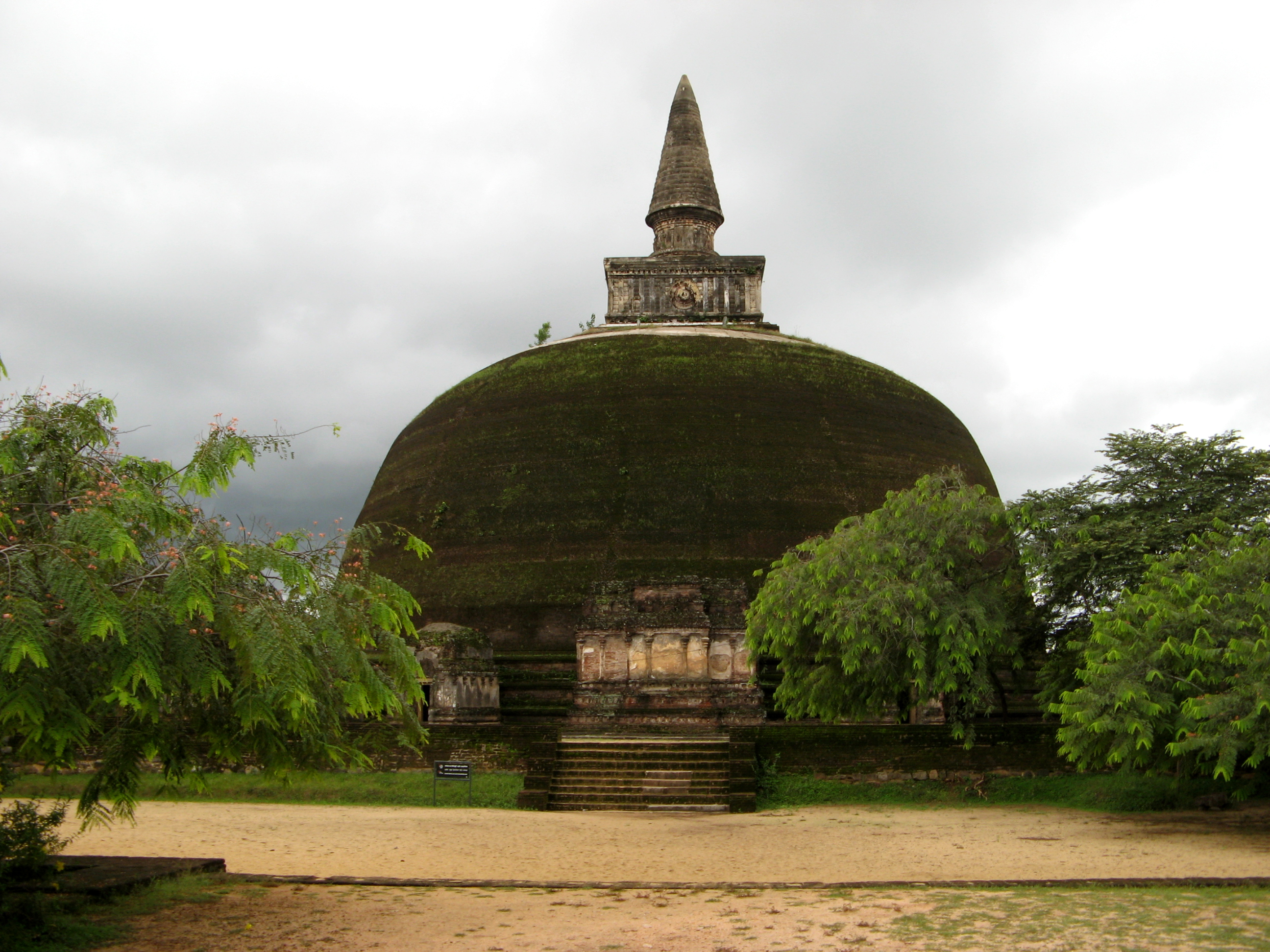
Estupa Rankoth Vehera. Construido durante el reinado de Nissanka Malla (1187–1196).
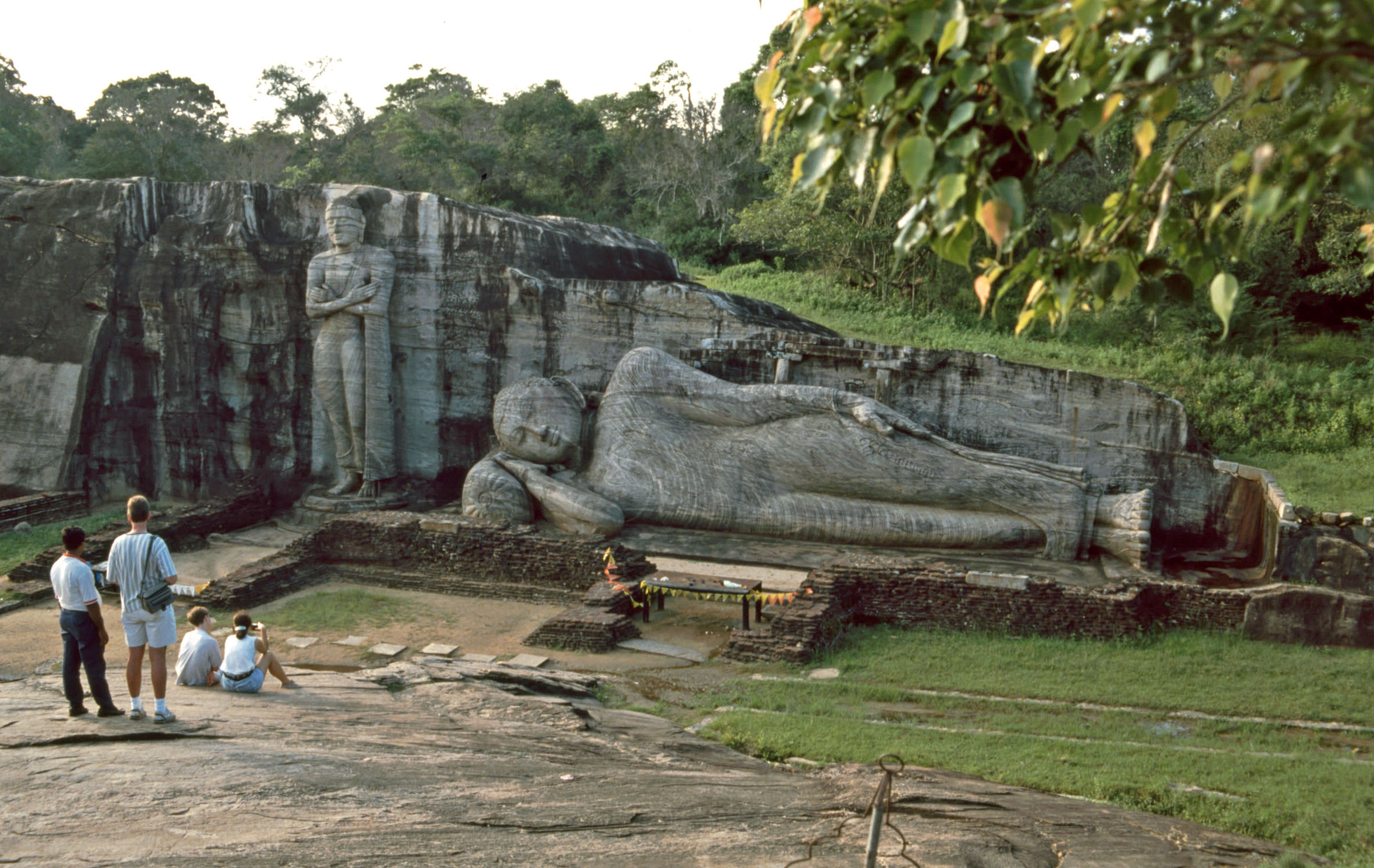
Estatua reclinada de Buda de 14 metros de largo, del templo Gal Vihara. Construido durante el reinado de Parakramabahu I (1153 - 1186).
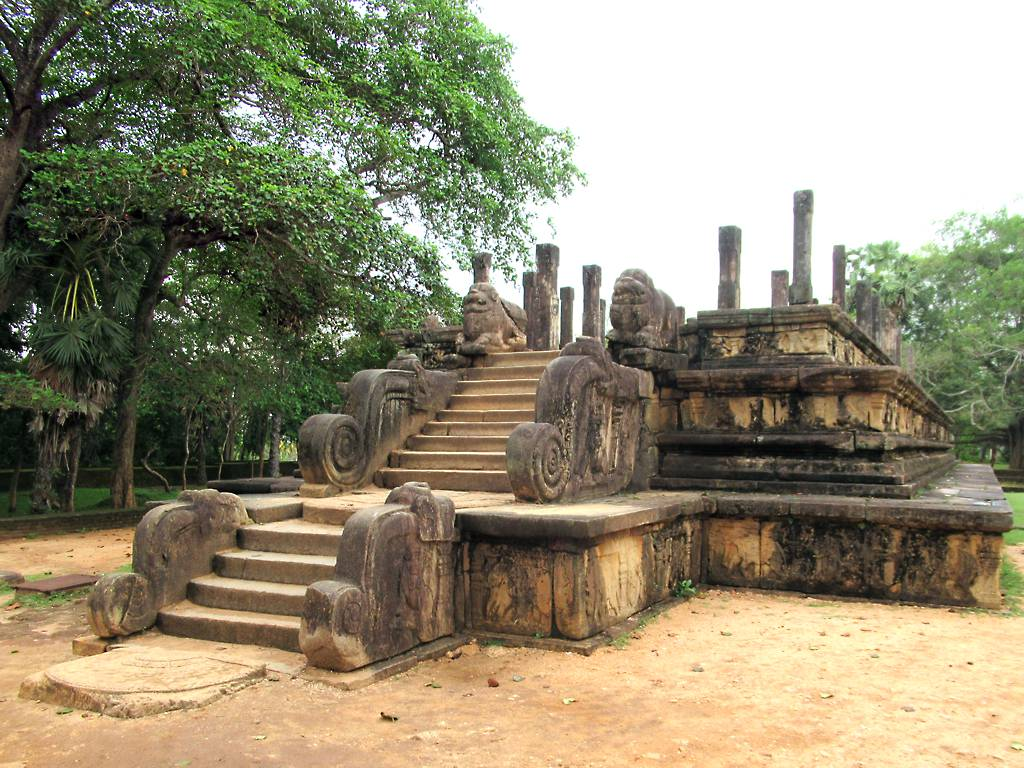
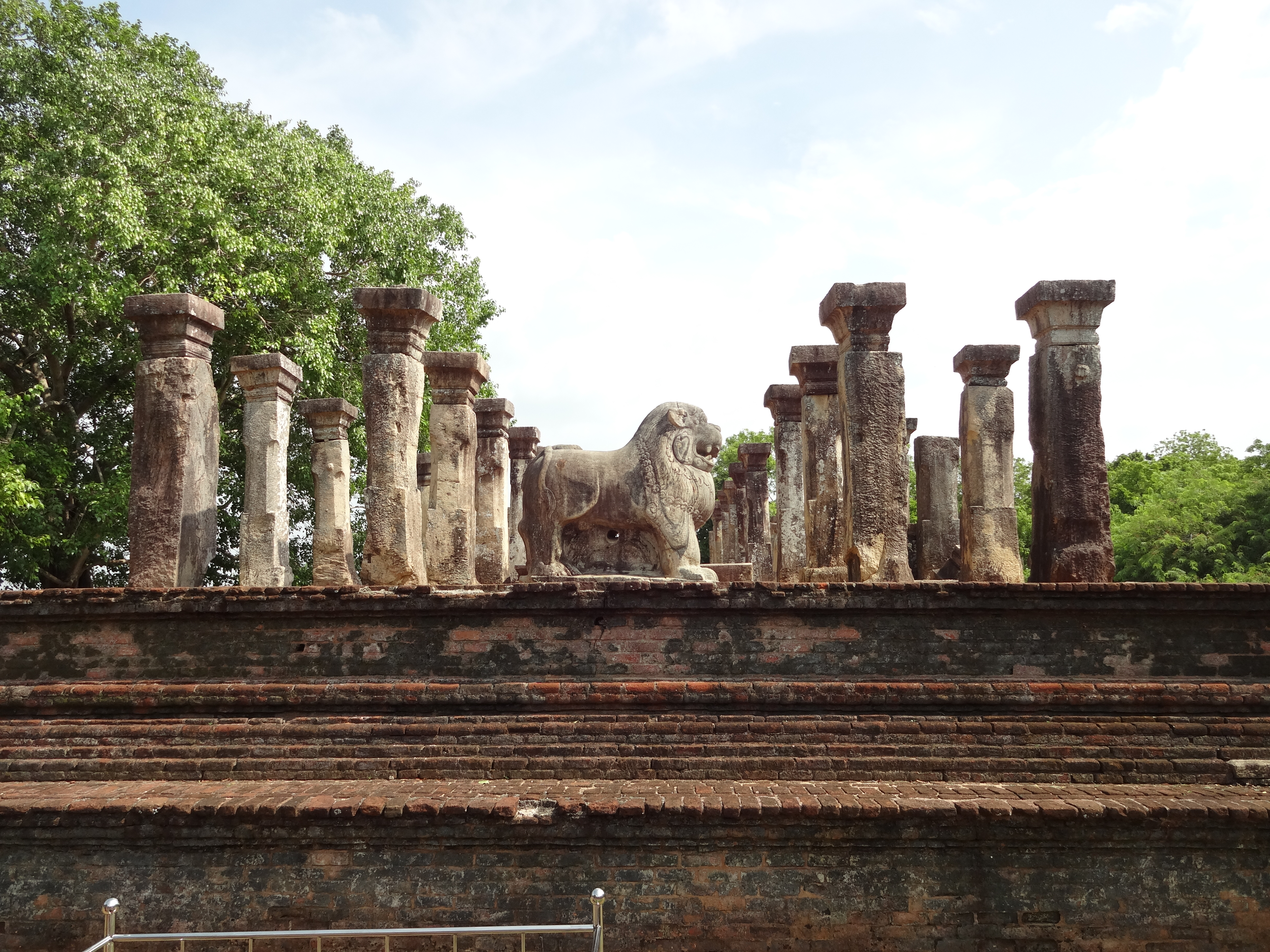
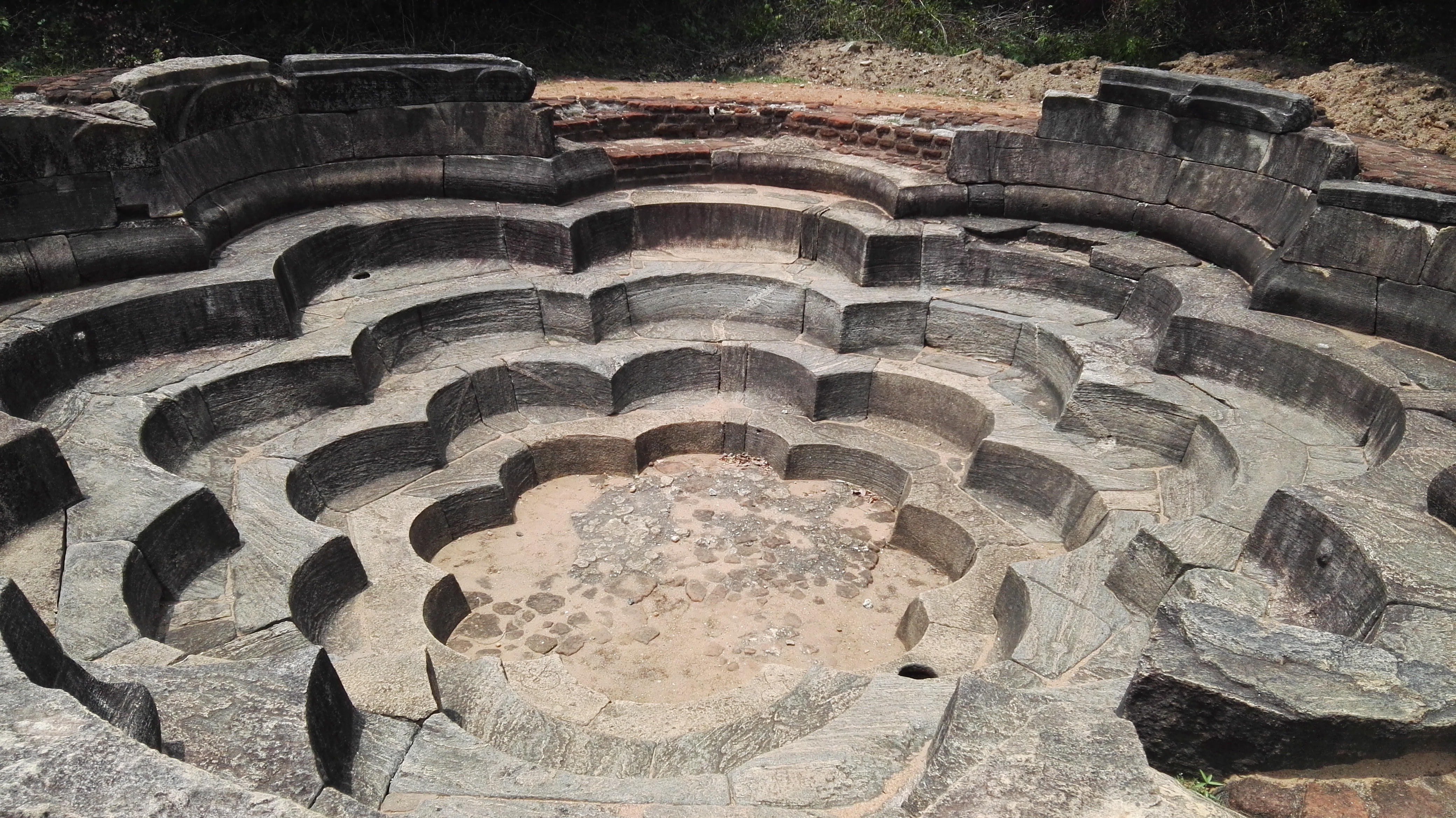
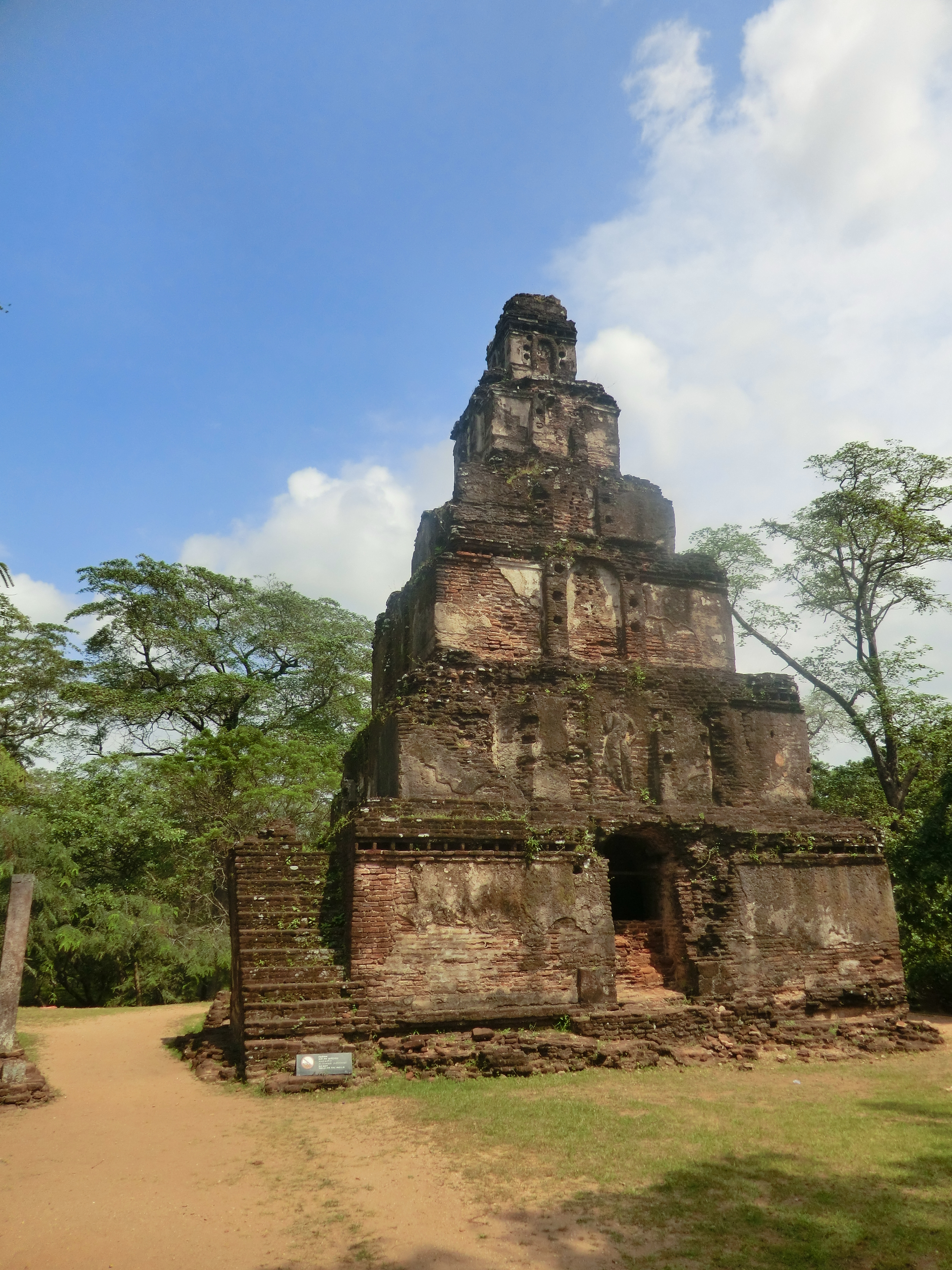
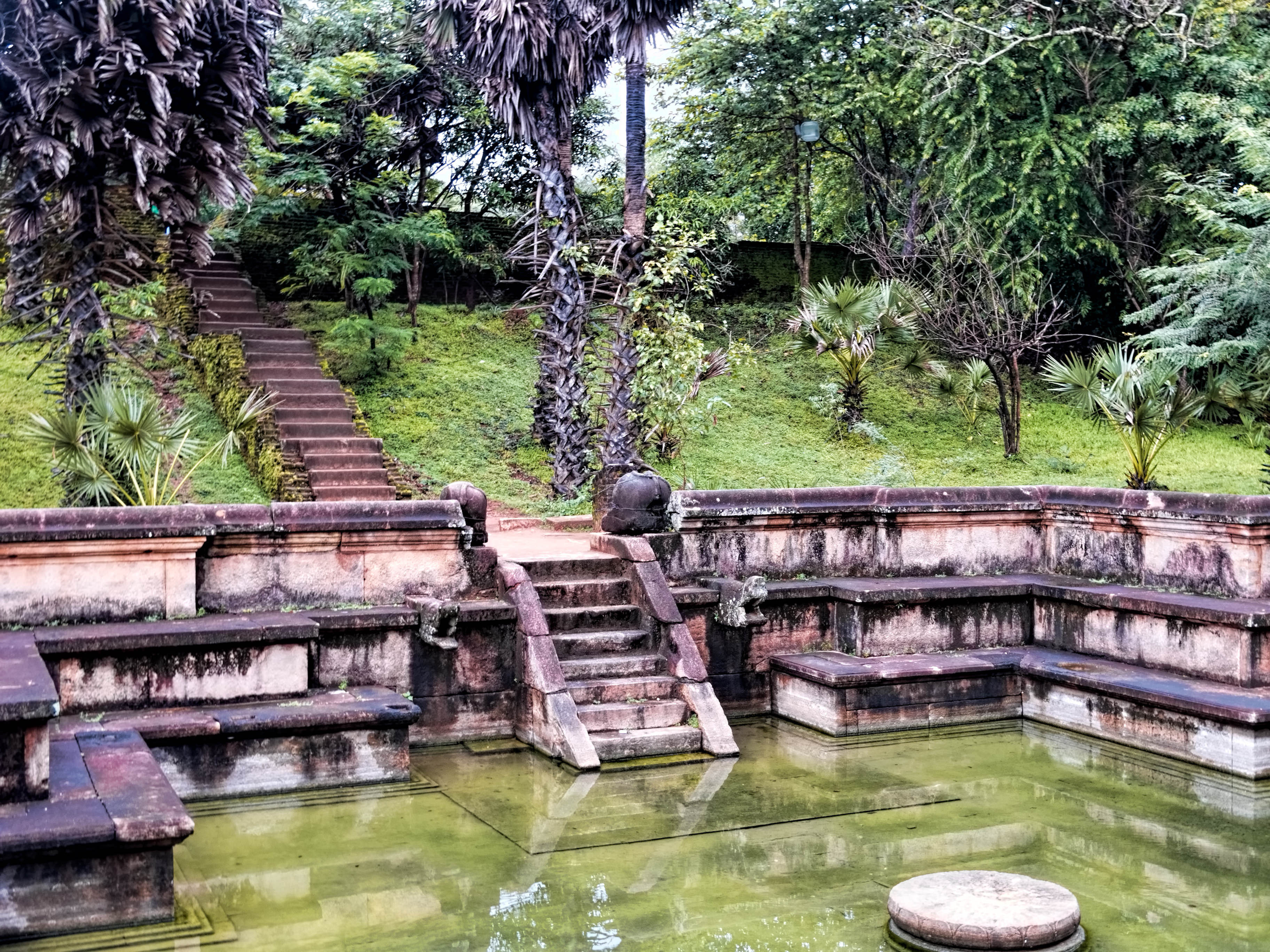